# MTV Movie Awards 2011
MTV Movie Awards 2011 — церемония вручения кинонаград канала MTV, которая прошла 5 июня 2011 году в здании амфитеатра Гибсон (Юнивёрсал-сити, Лос-Анджелес, Калифорния, США). Ведущим ежегодной церемонии был актёр и комик Джейсон Судейкис, известный по своей роли в фильме «Безбрачная неделя» и телешоу «Субботним вечером в прямом эфире».

## Исполнители
Церемония награждения прошла совместно с выступлением следующих музыкантов:
- Брэт Майклз и Майли Сайрус — «Every Rose Has Its Thorn»
- Lupe Fiasco и Trey Songz — «Out of My Head / The Show Goes On»
- Foo Fighters — «Walk»

## Статистика
Фильмы, получившие несколько номинаций.
| Фильм                                                                              | номинации |
| ---------------------------------------------------------------------------------- | --------- |
| Сумерки. Сага. Затмение / The Twilight Saga: Eclipse                               | 8         |
| Начало / Inception                                                                 | 7         |
| Гарри Поттер и Дары Смерти: часть 1 / Harry Potter and the Deathly Hallows: Part 1 | 6         |
| Социальная сеть / The Social Network                                               | 5         |
| Чёрный лебедь / Black Swan                                                         | 4         |
| Пипец / Kick-Ass                                                                   | 3         |

## Победители и номинанты
Победители написаны первыми и выделены жирным шрифтом.

### Лучший фильм
Награду вручал: Гэри Бьюзи.
Сумерки. Сага. Затмение (англ. The Twilight Saga: Eclipse)
- Гарри Поттер и Дары Смерти: часть 1 (англ. Harry Potter and the Deathly Hallows: Part 1)
- Чёрный лебедь (англ. Black Swan)
- Социальная сеть (англ. The Social Network)
- Начало (англ. Inception)

### Лучшая мужская роль
Награду вручали: Джастин Тимберлэйк и Мила Кунис.
Роберт Паттинсон в Сумерки. Сага. Затмение (англ. The Twilight Saga: Eclipse)
- Джесси Айзенберг в Социальная сеть (англ. The Social Network)
- Тейлор Лотнер в Сумерки. Сага. Затмение (англ. The Twilight Saga: Eclipse)
- Дэниел Рэдклифф в Гарри Поттер и Дары Смерти: часть 1 (англ. Harry Potter and the Deathly Hallows: Part 1)
- Зак Эфрон в Двойная жизнь Чарли Сан-Клауда (англ. Charlie St. Cloud)

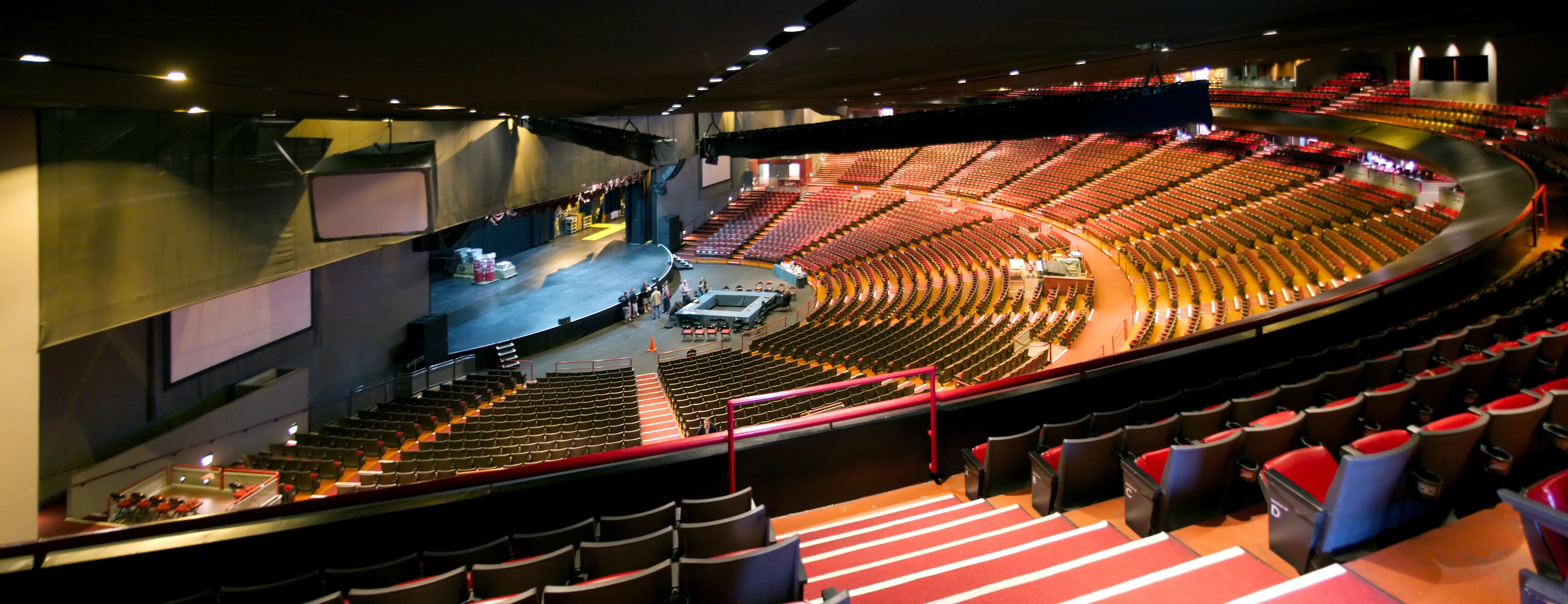
«Амфитеатр Гибсон» — место проведения шоу

### Лучшая женская роль
Награду вручали: Эштон Кутчер и Ники Минаж.
Кристен Стюарт в Сумерки. Сага. Затмение (англ. The Twilight Saga: Eclipse)
- Натали Портман в Чёрный лебедь (англ. Black Swan)
- Эмма Стоун в Отличница лёгкого поведения (англ. Easy A)
- Дженнифер Энистон в Притворись моей женой (англ. Just Go with It)
- Эмма Уотсон в Гарри Поттер и Дары Смерти: часть 1 (англ. Harry Potter and the Deathly Hallows: Part 1)

### Прорыв года
Хлоя Морец в Пипец (англ. Kick-Ass)
- Джей Чоу в Зелёный Шершень (англ. The Green Hornet)
- Оливия Уайлд в Трон: Наследие (англ. TRON: Legacy)
- Эндрю Гарфилд в Социальная сеть (англ. The Social Network)
- Ксавьер Сэмюэл в Сумерки. Сага. Затмение (англ. The Twilight Saga: Eclipse)
- Хейли Стейнфилд в Железная хватка (англ. True Grit)

### Лучший злодей
Награду вручали: Стив Карелл, Райан Гослинг, и Эмма Стоун.
Том Фелтон в Гарри Поттер и Дары Смерти: часть 1 (англ. Harry Potter and the Deathly Hallows: Part 1)
- Нэд Битти в История игрушек: Большой побег (англ. Toy Story 3)
- Лейтон Мистер в Соседка по комнате (англ. The Roommate)
- Микки Рурк в Железный человек 2 (англ. Iron Man 2)
- Кристоф Вальц в Зелёный Шершень (англ. The Green Hornet)

### Лучшая комедийная роль
Награду вручали: Джейсон Бейтман, Чарли Дэй и Джейсон Судейкис.
Эмма Стоун в Отличница лёгкого поведения (англ. Easy A)
- Рассел Брэнд в Побег из Вегаса (англ. Get Him to the Greek)
- Зак Галифианакис в Впритык (англ. Due Date)
- Эштон Кутчер в Больше чем секс (англ. No Strings Attached)
- Адам Сэндлер в Притворись моей женой (англ. Just Go with It)

### Лучший поцелуй
Награду вручали: Блейк Лайвли и Райан Рейнольдс.
Кристен Стюарт и Роберт Паттинсон в Сумерки. Сага. Затмение (англ. The Twilight Saga: Eclipse)
- Джозеф Гордон-Левитт и Эллен Пэйдж в Начало (англ. Inception)
- Эмма Уотсон и Дэниел Рэдклифф в Гарри Поттер и Дары Смерти: часть 1 (англ. Harry Potter and the Deathly Hallows: Part 1)
- Натали Портман и Мила Кунис в Чёрный лебедь (англ. Black Swan)
- Кристен Стюарт и Тейлор Лотнер в Сумерки. Сага. Затмение (англ. The Twilight Saga: Eclipse)

### Лучшая драка
Награду вручали: Шайа Лабаф, Джош Дюамель, Роузи Хантингтон-Уайтли и Патрик Демпси
Роберт Паттинсон против Ксавьер Сэмюэл и Брайс Даллас Ховард в Сумерки. Сага. Затмение (англ. The Twilight Saga: Eclipse)
- Джозеф Гордон-Левитт против Службы охраны в Начало (англ. Inception)
- Эмма Уотсон, Дэниел Рэдклифф и Руперт Гринт против Род Хант и Арден Бадратарадж в Гарри Поттер и Дары Смерти: часть 1 (англ. Harry Potter and the Deathly Hallows: Part 1)
- Хлоя Морец против Марк Стронг в Пипец (англ. Kick-Ass)'
- Эми Адамс против Сестер (в Боец (англ. The Fighter))

### Самый безумный эпизод («Что это было?»)
Награду вручали: Азис Ансари, Дэнни МакБрайд и Ник Свардсон.
Джастин Бибер в Джастин Бибер: Никогда не говори никогда (англ. Justin Bieber: Never Say Never))
- Джеймс Франко в 127 часов (англ. 127 Hours))
- Натали Портман в Чёрный лебедь (англ. Black Swan)
- Стив-О в Чудаки 3D (англ. Jackass 3D)
- Эллен Пэйдж и Леонардо Ди Каприо в Начало (англ. Inception)

### Лучший испуг до ус***ки
Эллен Пэйдж в Начало (англ. Inception)
- Джессика Зор в Пираньи 3D (англ. Piranha)
- Минка Келли в Соседка по комнате (англ. The Roommate)
- Эшли Белл в Последнее изгнание дьявола (англ. The Last Exorcism)
- Райан Рейнольдс в Погребенный заживо (англ. Buried)

### Лучшая фраза из фильма
Награду вручали: Камерон Диас и Джейсон Сигел.
 «I want to get Chocolate Wasted!» — Алексис Николь Санчес в Одноклассники ('англ. Grown Ups)
- «There’s a higher power that will judge you for your indecency» «Tom Cruise?» — Аманда Байнс и Эмма Стоун в Отличница лёгкого поведения (англ. Easy A)'
- «…A million dollars isn’t cool. You know what’s cool?» «You?» «A billion dollars. And that shut everybody up» — Джастин Тимберлейк и Эндрю Гарфилд в Социальная сеть (англ. The Social Network)
- «If you guys were the inventors of Facebook, you’d have invented Facebook» — Джесси Айзенберг в Социальная сеть (англ. The Social Network)
- «You mustn’t be afraid to dream a little bigger, Darling» — Том Харди в Начало (англ. Inception)

### Звезда, которая уделала всех
Хлоя Морец в Пипец (англ. Kick-Ass)
- Джозеф Гордон-Левитт в Начало (англ. Inception)
- Роберт Дауни мл. в Железный человек 2 (англ. Iron Man 2)
- Джейден Смит в Каратэ-пацан (англ. The Karate Kid)
- Алекс Петтифер в Я — четвёртый (англ. I Am Number Four)

### Признание поколений
Награду вручали: Патрик Демпси, Челси Хэндлер и Роберт Паттинсон
- Риз Уизерспун